# Nzinga Nkuwu
João I af Kongo (død 1506), også kendt som Nzinga a Nkuwu eller Nkuwu Nzinga, var konge over Kongo-riget 1470-1506. Han lod sig døbe og fik det kristne navn João den 3. maj 1491 under indflydelse af portugisiske missionærer, og opbyggede et omfattende rige med hjælp af europæiske våben.